# Лянос
Лос Лянос (на испански: Lianos del Orinoco) е обширна тропическа равнина в северната част на Южна Америка, във Венецуела и Колумбия. Простира се на около 1400 km от югозапад на североизток покрай левия бряг на река Ориноко, между Андите на запад, северозапад и север, Гвианската планинска земя на югоизток и река Гуавяре (ляв приток на Ориноко на юг, където се свързва с Амазонската низина. Максималната ѝ ширина е до 400 km..

## Деление, релеф
В зависимост от  релефа и вида на растителността ляносите на Ориноко се поделят на 3 региона: Същински лянос (във Венецуела); Лянос Мета (в Колумбия) и Лянос Монагас:
- Същински лянос (Лянос Ориноко) – заема централните части на природната област и е разположен между река Ориноко на югоизток, левите ѝ притоци Мета на юг и Манапире на изток, Кордилера де Мерида на северозапад и Карибските Анди на север, в централната част на Венецуела. Повърхността е изключително равнинна, покрита с високотревиста савана. През ляносите на Венецуела транзитно преминават множество леви притоци на Ориноко – Синаруко, Капанапаро, Араука, Апуре, Португеса, Гуарикато и др.
- Лянос Мета – заема югозападната част на природната област и се простира в източната част на Колумбия между река Ориноко на изток, левите ѝ притоци Мета на север и Гуавяре на юг и Източните Кордилери на запад. Представлява силно разчленена равнина с височина до 350 m, заета от палмова савана. От своя страна Лянос Мета се поделя на 2 региона: Висок Лянос (Altos Lianos) – предпланинска ивица, с височина от 200 до 350 m, простираща се в подножието на Източните Кордилери, прорязана от реки и покрита със саванни листопадни гори. Нисък Лянос (Bajos Lianos) – низина с височина до 100 m, разположена между Високия Лянос и река Ориноко, на места заливана от речни води през дъждовния сезон и покрита с високотревиста савана.
- Лянос Монагас – район разположен в най-източните части на ляносите на Ориноко, северно от най-долното течение на река Ориноко и източно от нейния ляв приток Манапире. Представлява дълбоко разчленено столово плато с височина от 200 до 500 m, заето от храстова суха савана. По този начин Лянос Монагас може да се отнесе към района на Високия Лянос. На изток теренът става много нисък и преминава в делтата на река Ориноко.[1]

## Климат, растителност, почви
Климатът е субекваториален, горещ, с ясно изразени два сезона – влажно лято и суха зима. По време на дъждовния, по подобие на региона Пантанал и тук водата се покачва с повече от метър и голяма част от равнината се залива и превръща в блата и мочурища, където преминаването може да се осъществи само с лодки. Това създава уникални условия за дивия свят и по специално за птичия – Лос Лянос е дом за повече от 70 вида водни птици. Годишната сума на валежите е от 1000 до 1600 mm, а средните месечни температури са от 24°С до 28°С. Цялата огромна равнина е покрита предимно със саванна растителност, развита върху червени фералитни и феритни почви.
Поради сезонните наводнения селското стопанство трудно се е развивало тук. Основният поминък за местните хора е отглеждането на едър рогат добитък, осъществяван от местните каубои лянерос.
1. 1 2 3  ((ru)) «Большая Советская Энциклопедия» – Льянос-Ориноко, т. 15, стр. 97